# Regiunea Smolean

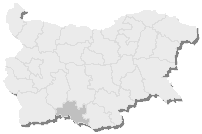

Smolian este o regiune (oblast) în sudul Bulgariei. Se învecinează cu regiunile Kârgeali, Plovdiv, Pazargik și Blagoevgrad. Este situată la granița Bulgariei cu Grecia. Capitala sa este orașul omonim. 
1. 1 2  EKATTE, accesat în 10 iulie 2024
2. ↑  GeoNames, accesat în 9 iulie 2017